# Gerhard Hahn (Regisseur)
Gerhard Hahn (* 27. November 1946 in Rehburg) ist ein deutscher Regisseur, Animator und Filmproduzent. 1980 gründete er die Hahn Film AG. Hahn führte Regie bei den Spielfilmen Werner – Beinhart!, Werner – Volles Rooäää!!! und Asterix in Amerika und bei zahlreichen von Hahn Film koproduzierten Animationsserien.
Hahn war Professor für Animation an der Hochschule für Film und Fernsehen Potsdam (Konrad Wolf). Seit 2009 schreibt er auch Kinderbücher.

## Filmografie (Auswahl)

### Filme
- 1989/90: Werner – Beinhart!
- 1991–94: Asterix in Amerika
- 1996 Werner – Das muß kesseln!!!
- 1997 Benjamin Blümchen – seine schönsten Abenteuer
- 1998/99: Werner – Volles Rooäää!!!
- 2000/2001 Die Abrafaxe unter schwarzer Flagge

### Serien
- Bibi Blocksberg
- Benjamin Blümchen
- Urmel aus dem Eis
- Renaade
- Wildlife
- Simsala Grimm
- Gnarfs
- Die Schule der kleinen Vampire
- Mia and me – Abenteuer in Centopia
- Sherazade – Geschichten aus 1001 Nacht

### Sonstiges
- Die Saarlodris, Werbetrenner im Fernsehprogramm des Saarländischen Rundfunks

## Auszeichnungen
- 2012 Tricks for Kids Award in der Kategorie „Beste Animationsserie für Kinder“ beim Trickfilmfestival Stuttgart für Mia and me – Abenteuer in Centopia